# Oniszky
Oniszky (ukr. Онішки) – wieś na Ukrainie, w obwodzie połtawskim, w rejonie łubieńskim, w hromadzie Orżycia. W 2022 liczyła 742 mieszkańców, wśród których 740 wskazało jako ojczysty język ukraiński, a 2 rosyjski.